# Dicronorrhina morettoi
Dicronorrhina morettoi är en skalbaggsart som beskrevs av De Palma 2011. Dicronorrhina morettoi ingår i släktet Dicronorrhina och familjen Cetoniidae. Inga underarter finns listade i Catalogue of Life.